# Acanthoxia
Acanthoxia is een geslacht van rechtvleugeligen uit de familie veldsprinkhanen (Acrididae). De wetenschappelijke naam van dit geslacht is voor het eerst geldig gepubliceerd in 1906 door Bolívar.

## Soorten
Het geslacht Acanthoxia omvat de volgende soorten:
- Acanthoxia aculeus Grunshaw, 1996
- Acanthoxia brevipenne Grunshaw, 1996
- Acanthoxia gladiator Westwood, 1841
- Acanthoxia lanceolata Bolívar, 1890
- Acanthoxia natalensis Krauss, 1877
- Acanthoxia pretoriae Miller, 1932